# Симпсон, Билли (футболист, 1878)
Уильям «Билли» Симпсон (англ. William Billy Simpson; 1878, Сандерленд, Великобритания — март 1962) — английский футболист, левый защитник.

## Карьера
В футбол начал играть в любительском клубе «Шелбурн» из родного города в Версайдской лиги. После перешёл в профессиональный «Сандерленд». За три года отыграл лишь три матча в Первом дивизионе, забив один гол против «Бери». В 1902 году перешёл в клуб Второго дивизиона «Линкольн Сити». За шесть лет сыграл за клуб 151 матч, не забив ни одного гола.